# 55 Batalion Saperów (1939)
55 batalion saperów (55 bsap) – pododdział saperów Wojska Polskiego II RP.
Batalion nie występował w pokojowej organizacji wojska. Został sformowany w 1939 przez 5 batalion saperów z Krakowa.

## Formowanie i działania
Zgodnie z planem mobilizacynym „W” miał zostać sformowany w II rzucie mobilizacji powszechnej, a gotowość miał osiągnąć w dniu „X+3”. Jednostką mobilizującą był 5 batalion saperów. 55 bsap miał być organicznym pododdziałem saperów 45 Dywizji Piechoty.
30 sierpnia 1939 roku została zarządzona mobilizacja powszechna. Dzień 31 sierpnia został wyznaczony pierwszym dniem mobilizacji, a dzień 6 września stawał się dniem „X”. Zgodnie z planem „W” mobilizacja batalionu miała być rozpoczęta 6 września, a zakończona trzy dni później. Na podstawie rozkazu L.dz. 23/mob.39 Naczelnego Wodza z 2 września 1939 roku mobilizacja II rzutu została przyśpieszona o dwa dni. Dniem „X” został 4 września. Tego dnia powinno rozpocząć się formowanie 55 bsap, a zakończyć 7 września 1939 roku.
Osiągnął gotowość bojową w nocy z 2/3 września. 2 września 1939 roku w skład batalionu została włączona 75 samodzielna kompania saperów i przeszedł w podporządkowanie tej 55 Dywizji Piechoty.

## Organizacja i obsada personalna
Obsada personalna 55 bsap we wrześniu 1939 roku. W nawiasach podano pokojową funkcję pełnioną przez oficerów służby stałej w 5 bsap).
- dowódca batalionu – kpt. sap. Zenon Schreyer (dowódca 4 kompanii saperów)
- zastępca dowódcy – kpt. sap. Stanisław Nowosad
- adiutant – ppor. Tadeusz Józef Kalarus (instruktor 4 kompanii saperów)
- dowódca 1 kompanii saperów – ppor. Kazimierz Witkowski (instruktor kompanii szkolnej)
- dowódca 2 kompanii saperów – por. Leon Bronisław Fuhrmann (dowódca kompanii specjalnej)
  - dowódca plutonu – ppor. rez. Sylwester Kozłowski
- dowódca kolumny saperskiej – por. rez. Czesław Wincenty Błasiak
- zastępca dowódcy kolumny saperskiej – ppor. rez. Sylwester Kozłowski

Kompanie otrzymały po 7 wozów i 14 koni.